# W49B
W49B (även känd som SNR G043.3-00.2 och 3C 398) är en supernovarest som uppstått ur en supernova av Ib eller Ic. Om supernovan varit synlig från Jorden hade den kunnat ses runt år 1000. Den kan ha producerat gammablixtar och ett svart hål.
W49B befinner sig på ett avstånd av 26 000-35 000 ljusår från Jorden. Nyligen gjord forskning tyder på att det finns infraröda "ringar" (ungefär 25 ljusår i diameter) runt den, och att det finns intensiv röntgenstrålning som kommer från nickel och järn längs med dess axel. Stjärnan som skapade nebulosan tros ha bildat ett tätt dammoln före den blåste ur sig heta gasringar och exploderade.

### Fotnoter
1. ↑  "The Galactic Supernova Remnant W49B Likely Originates from a Jet-driven, Core-collapse Explosion" by Laura A. Lopez et al. 2013 Astrophysical Journal 764 50
2. ↑  W49B: Did An Explosion Create Our Galaxy's Youngest Black Hole? February 13th 2013
3. ↑  "Baby black hole is swaddled in a supernova remnant" by Flora Graham, New Scientist on line, Feb. 15, 2013